# Caso de Pig.gi en México
El caso de Pig.gi en México trata sobre una serie de eventos que ocurrieron a partir de julio del 2017, en el cual se observó que la aplicación Pig.gi desarrolló una alianza con Cambridge Analytica en México. De acuerdo con el reportaje del canal británico Channel 4, se pone en evidencia que Pig.gi colaboró con Cambridge Analytica por medio de la recolección de datos de la población y se menciona que la compañía ya había trabajado previamente con el Partido Revolucionario Institucional.
Pig.gi funciona como una aplicación que ofrece internet gratis, descuentos en Facebook y distintas recompensas las cuales se obtienen por medio de cuestionarios los cuales deben de responder los usuarios. De acuerdo con su aviso de privacidad, la empresa obtiene diversos datos del usuario como tu nombre, domicilio, correo electrónico, teléfono móvil, compañía telefónica, fecha de nacimiento, sexo, estado civil, tipo, marca y serie del dispositivo móvil, al igual que los hábitos de navegación en Internet y hábitos de uso en el dispositivo móvil. Para el 2018, la aplicación contaba con más de un millón de descargas.

## Antecedentes
La aplicación Pig.gi fue desarrollada y registrada el 28 de julio de 2015 por medio de la empresa “Farrow Ventures, Inc.”, la cual es propiedad de los hermanos Joel e Isaac Phillips. De acuerdo al registro público de la IMPI, la aplicación ofrece diversos servicios tecnológicos, entre los cuales se muestra el almacenamiento de datos y el análisis de sistemas informáticos.
Adicionalmente, la empresa Cambridge Analytica ya se había visto involucrada en el caso de las elecciones presidenciales de Estados Unidos en el 2016, la campaña política de Donald Trump. De acuerdo con los testimonios de ex empleados, ex socios y documentos de la compañía, se asegura que la empresa extrajo información privada de más de 50 millones usuarios de Facebook. Estas acusaciones han sido negadas repetidas veces por los representantes de la empresa.
Por otro lado, el uso de las redes sociales para fines políticos se ha visto presente en México desde el 2012, ya que a partir de este año se ha considerado recurrente el uso de bots como medios para campañas de manipulación y desinformación con fake news. El uso de los bots impacta de manera directa en las redes sociales, ya que se asegura que cada troll gana aproximadamente 12,000 pesos y cuenta con docenas de cuentas falsas en Twitter y Facebook. Por otro lado, ha habido precedentes de casos de espionaje y vigilancia por parte de las autoridades, como es el caso de Pegasus en México, en el cual hubo denuncias por parte de organizaciones de la sociedad civil en el que el malware fue utilizado para espiar a periodistas y activistas de los derechos humanos.

## Respuestas hacia las acusaciones
Tras las acusaciones y afirmaciones mostradas en el reportaje de Channel 4, la oficina de comunicación del Comité Ejecutivo Nacional del PRI respondió por medio de un comunicado en el cual aseguraba que nunca habían contratado a Cambridge Analytica. Por otra parte, José Antonio Meade, respondió ante estas acusaciones mencionando que estaba al tanto del caso y que hay un riesgo de injerencia extranjera, por lo cual buscaba que la elección estuviera libre de estos factores.
El cofundador de Pig.gi, Isaac Phillips asegura que todas las historias sobre el uso y la venta de la información de los usuarios para fines políticos eran completamente falsas. Y en relación con la alianza desarrollada con Cambridge Analytica, el cofundador menciona que se desarrolló con el objetivo de mostrar el contenido de mayor relevancia a los usuarios; por lo que la compañía británica les desarrolla algoritmos con motor de recomendación que toma nota del historial de comportamiento del usuario. Asegura que la compañía no requiere acceso a la base de datos de Pig.gi y solamente reciben el código de algoritmo destinado para la aplicación.

#### Declaraciones de Colombia
El 29 de marzo del 2018, la Superintendencia de Industria y Comercio de Colombia publica en su Twitter que la organización declaró la orden de un bloqueo temporal de la aplicación Pig.gi (la cual igualmente estaba disponible en Colombia). El organismo colombiano declara que ordena este bloqueo debido a la vinculación de Farrow Colombia y Farrow México con Cambridge Analytica, además del posible uso y tratamiento ilegal de los datos personales de los colombianos.
Pig.gi respondió por medio de sus redes sociales como Facebook y Twitter, en donde aseguran que nunca han compartido ni revelado información con sus clientes. También aseguran su apego a la ley mexicana y colombiana, mencionando que su misión está basada en otorgar internet gratis mientras los usuarios tienen un completo control y propiedad de sus datos. Adicionalmente, establecen que las acciones de la Superintendencia de Industria y Comercia contradice la regulación de neutralidad de Red de Colombia, el cual establece que los proveedores de internet deberían de permitir el acceso a cualquier contenido y aplicación sin importar su fuente y sin buscar el favorecimiento o bloque de alguna página web o producto.

## Impacto hacia los Derechos Digitales
Este caso se considera como una violación directa hacia los derechos digitales del usuario ya que de acuerdo con el profesor Moisés Barrio Andrés, los derechos digitales engloban los derechos de los ciudadanos en el entorno digital, sin importar si son derechos fundamentales u ordinarios. Adicionalmente, menciona que la transformación digital debe de tener como principio estructural el poder maximizar la calidad de la democracia y los derechos.
Adicionalmente, de acuerdo a la lista de derechos digitales propuesta por Juan Carlos Riofrío, se estipula que un derecho digital fundamental es el derecho a la privacidad virtual. Este derecho objetivamente debe proteger al usuario en la internet, sin permitir que su información vaya más allá de lo que se encuentra prudentemente y legítimamente previsto.